# Fonds voor Cultuurparticipatie
Het Fonds voor Cultuurparticipatie is een Nederlands fonds voor het stimuleren van cultuurparticipatie, opgericht op 1 januari 2009. Het fonds verleent subsidie aan instellingen voor cultuurparticipatie aan instellingen van landelijk belang die duurzame en structurele activiteiten verzorgen. Het fonds richt zich op het ontwikkelen, stimuleren, sociaal en geografisch spreiden of anderszins verbreiden of bevorderen van uitingen op het gebied van cultuureducatie, amateurkunst en volkscultuur. Rijkssubsidie komt zo beschikbaar voor onderzoek, studie, presentaties, uitvoering of anderszins aan individuen, gemeenten en/of provincies. Het Fonds voor Cultuurparticipatie is min of meer in de plaats gekomen van het amateurkunst-gedeelte van het Fonds voor Amateurkunst en Podiumkunsten.
Het Fonds voor Cultuurparticipatie is als stichting een privaatrechtelijk zelfstandig bestuursorgaan.

## Achtergrond
Het Ministerie van Onderwijs, Cultuur en Wetenschappen kan fondsen oprichten die dan projectsubsidies uitkeren aan de hand van subsidieaanvragen. Een fonds is een administratief orgaan; als bestuursorganen zijn fondsen instrumenten waarmee de overheid op afstand uitvoering geeft aan beleidsonderdelen. De Minister geeft in de Uitgangspuntennotitie aan welke beleidsthema’s in de komende periode van belang zullen zijn, zoals bijvoorbeeld cultuur en school. De fondsen geven dan in hun beleidsplan hoe ze deze thema's willen uitvoeren. Ten aanzien van de podiumkunsten, amateurkunst en kunsteducatie zijn de taken van de Minister van OCW:
- ontwikkelen en uitvoeren van het beleid daaromtrent
- bevorderen van kunstparticipatie en een kunstontvankelijk klimaat
- subsidiëren van instellingen (onder andere fondsen zoals het Fonds voor Cultuurparticipatie)

## Geschiedenis
In 2002 zijn het Fonds voor de Podiumkunsten en het Fonds voor de Amateurkunst samengegaan in het Fonds voor Amateurkunst en Podiumkunsten (FAPK). Bij de oprichting van het Fonds voor Cultuurparticipatie op 1 januari 2009 is het Fonds voor Amateurkunst en Podiumkunsten opgeheven.